# Crosscut Saw
«Crosscut Saw» («Cross Cut Saw», «Cross Cut Saw Blues») — блюзова пісня, вперше записана у 1941 році міссісіпськими музикантами Томмі Маккленнаном і Тоні Голлінсом, після чого виконувалася багатьма іншими блюзовими артистами. Пісня стала хітом у виконанні Альберта Кінга, який записав її у 1966 році на лейблі Stax. 2018 року версія Кінга була включена до Зали слави блюзу.

## Оригінальна версія
Первісно пісня була записана 1941 такими музикантами як Тоні Голлінс і Томмі Макленнан. Пізніше у 1963 році була записана для синглу у повільному соул-блюзовому стилі Б. Б. Кінга мемфіським гуртом Binghampton Blues Boys з Віллі Сандерсом.

## Версія Альберта Кінга
Пісня була записана 2 листопада 1966 року в Мемфісі, штат Теннессі на студії лейблу Stax; у записі взяли участь: Альберт Кінг (вокал, гітара), Стів Кроппер (ритм-гітара), Букер Т. Джонс, Айзек Гейз (клавішні), Дональд «Дак» Данн (бас-гітара), Ел Джексон-молодший (ударні) та гурт духових «The Memphis Horns» (Ендрю Лав, Джо Арнольд, Вейн Джексон).
В усіх перевиданнях Stax приписують авторство пісні Р. Дж. Форду, власнику лейблу, який випустив сингл Binghampton Blues Boys. Існує версія, що пісня потрапила до Кінга завдяки ді-джею радіостанції WDIA А. К. «Муха» Вільямсу. Однак, за версією Кінга, яку він висловив в неопублікованому інтерв'ю для журналу Living Blues, він ніколи раніше не чув пісні, і що про неї йому розповів колега по лейблу співак Вільям Белл; Белл у свою чергу вказує на те, що почув про неї від Ела Джексона.
14 листопада 1966 року «Crosscut Saw» була випущена на синглі (Stax S 201; 7" 45) із «Down Don't Bother Me» (яка була записана під час тієї ж сесії) на стороні «Б». Пісня стала хітом і посіла 34-е місце в ритм-енд-блюзовому чарті R&B Singles журналу «Billboard». Пісня була включена до дебютного LP Кінга під назвою Born Under a Bad Sign, який вийшов у липні 1967 року. Stax також випустили ці версію пісні у збірці King of the Blues Guitar (1969).
У 1972 році Кінг записав ще одну студійну версію пісні з дещо іншим аранжуванням для альбому I Wanna Get Funky 1974 року, що вийшов також на Stax.

## Інші версії
Пісню перезаписали інші виконавці, зокрема Віллі Сандерс та Binghamton Blues Boys для синглу (1963), Джон Геммонд для Sooner or Later (1968), Ерл Гукер (травень 1969) для Sweet Black Angel (1970), Джиммі Джонсон і Лютер Джонсон, мол. для Ma Bea's Rock (1975), Едді Тейлор для Ready for Eddie (1975), Лонні Брукс для Sweet Home Chicago (1975), Отіс Раш для концертних альбомів Blues Live! (1975) і Live in Europe (1977; вийшов 1982), Лютер Еллісон для Night Life (1976), Ерік Клептон для Money and Cigarettes (1983).

## Визнання
У 2018 році пісня «Crosscut Saw» у виконанні Кінга (Stax, 1966) була включена до Зали слави блюзу в категорії «Класичний блюзовий запис — сингл/пісня».